# درساة
الدِّرْسَاة هو جنس من الخنافس التي تنتمي إلى فصيلة الشرهوفيات.
تُوجد أنواع هذا الجنس في أوروبا واليابان وأمريكا الشمالية. 